# Gülşen Bayraktar
Gülşen Bayraktar, född 29 maj 1976 i Istanbul, mer känd som bara Gülşen, är en turkisk sångare. 
Hon har släppt nio studioalbum mellan 1995 och 2015.
I augusti 2022 fängslades hon i Turkiet för att ha skämtat om religiösa skolor vid en konsert i Istanbul i april samma år. Anklagelserna som riktades mot henne var att hon genom skämtet skall ha "uppviglat till hat och fiendskap”. Gülşen har även tidigare kritiserats av konservativa i Turkiet för sin klädsel och sitt stöd för HBTQ.

## Diskografi

### Studioalbum
- 1996 – Be Adam
- 1999 – Erkeksen
- 2001 – Şimdi
- 2004 – Of...Of...
- 2006 – Yurtta Aşk, Cihanda Aşk
- 2007 – Ama Bir Farkla
- 2007 – Mucize
- 2009 – Önsöz
- 2013 – Beni Durdursan mı?
- 2014 – İltimas
- 2015 – Bangır Bangır
- 2018 – Bir İhtimal Biliyorum
- 2020 – Nirvana
- 2022 – Sen Affetsen Ben Affetsen (Saygı Albümü: Bergen)
- 2022 – Lolipop